# Brandi Love
Tracey Lynne Potoski, més coneguda com a Brandi Love, (Dearborn, Michigan, 29 de març de 1973), és una actriu porno i model nord-americana.
Tracey Lynne Potoski, nasqué en una família d'ascendència angloalemanya. Es crià en Detroit (Michigan), on estudià a la Universitat Central de Michigan. És neta de l'agent financier Jesse Lauriston Livermore. Es declara creient presbiteriana. Abans de dedicar-se a la indústria pornogràfica, Tracey es dedicà a faenes com ara cambrera d'un restaurant de la cadena Burger King i relacions públiques i secretària d'una empresa de càtering. Brandi Love encetà la seva carrera pornogràfica obrint el seu propi web en juny de 2004. Debutà com a actriu en 2006, als 33 anys. Per causa d'aquesta edat i l'aspecte físic fou etiquetada com a MILF.
Brandi és copropietària i directora financera de No Rivals Media, una companyia multimèdia d'entreteniment per a adults. Contínua sent la principal personalitat del seu lloc web per a adults i ha creat parentsinadult.com, l'única associació filantropa dedicada als pares treballadors de la Indústria del sexe. Love ha realitzat aparicions en The Tyra Banks Xou, The Keith Ablow Xou, i The Howard Stern Xou així com en Penn & Teller: Bullshit!, en l'episodi "The War on Porn". També ha publicat un llibre, Getting Wild Sex from Your Conservative Woman, en 2008.